# Lithocarpus blumeanus
Lithocarpus blumeanus là một loài thực vật có hoa trong họ Fagaceae. Loài này được (Korth.) Rehder mô tả khoa học đầu tiên năm 1929.